# Partido Cidadania e Democracia Cristã
O Partido Cidadania e Democracia Cristã  (PPV/CDC) foi um partido político português, aprovado pelo Tribunal Constitucional em 1 de julho de 2009 sob a designação de Portugal pro Vida (PPV), que defendia os princípios da doutrina social da Igreja.

## Ideologia
Composto por pessoas do quadrante da direita conservadora, o PPV/CDC apresentava o seu programa de propostas políticas em torno da defesa incondicional da vida, entendendo o conceito de vida e os diversos princípios a ela inerentes tal como defende a doutrina da Igreja Católica. Até à sua morte a 1 de agosto de 2015, o responsável máximo do partido era o seu Presidente da Direcção Política Nacional, Luís Botelho Ribeiro.
O PPV/CDC defendia a revogação da lei do aborto e das alterações à lei do divórcio verificadas em Portugal e a proibição da eutanásia; queria a revisão das normas sobre a educação sexual nas escolas, permitindo que os pais tenham voz activa. De acordo com a fidelidade à doutrina da Igreja, o partido foi contra a legalização do casamento entre pessoas do mesmo sexo. No campo da cidadania, o partido defendia o reconhecimento da objecção de consciência dos contribuintes - estes últimos devem poder especificar quais os usos a dar aos seus impostos.

## História
Em reunião da Convenção Nacional realizada a 11 de julho de 2015, o partido decidiu manter o mesmo logotipo e alterar a sua designação para Partido Cidadania e Democracia Cristã (PPV/CDC), alteração que foi aceite e registada pelo Tribunal Constitucional a 12 de agosto do mesmo ano.
Nas eleições legislativas de 2015, o PPV/CDC foi o partido que obteve menos votos, tendo pesado nesses resultados o facto de ter concorrido apenas a 4 círculos eleitorais: 2659 votos, ou 0,05% de todos os votos a nível nacional.

### Dissolução
A 27 de agosto de 2020, foi anunciada a fusão do PPV/CDC com o CHEGA, partido com o qual concorrera coligado nas Eleições europeias e legislativas de 2019, com efeitos a partir de setembro de 2020, conforme deliberação da Convenção Nacional do PPV/CDC de 12 de setembro de 2020, que considerou cumpridos os objetivos políticos do PPV/CDC com a criação do CHEGA. Esta fusão não foi, no entanto, aceite pelo Tribunal Constitucional, uma vez que a fusão de partidos não se encontra prevista na Lei dos Partidos Políticos. Consequentemente, e após deliberação da Convenção Nacional do PPV/CDC de 17 de outubro de 2020, o Tribunal Constitucional procedeu, a 10 de novembro de 2020, à dissolução do PPV/CDC e ao cancelamento do seu registo, sendo dada indicação aos militantes para filiação no CHEGA e integração das suas listas concorrentes aos atos eleitorais.

## Resultados Eleitorais

### Eleições legislativas
| Data | Líder                | Cl.             | Votos           | %               | +/-             | Deputados | +/- | Status            | Notas |
| ---- | -------------------- | --------------- | --------------- | --------------- | --------------- | --------- | --- | ----------------- | ----- |
| 2009 | Luís Botelho Ribeiro | 13.º            | 8 461           | 0,15 / 100,0    |                 | 0 / 230   |     | Extra-parlamentar |       |
| 2011 | Luís Botelho Ribeiro | 14.º            | 8 205           | 0,15 / 100,0    | Estável         | 0 / 230   |     | Extra-parlamentar |       |
| 2015 | Tânia Avillez        | 17.º            | 2 659           | 0,05 / 100,0    | 0,10            | 0 / 230   |     | Extra-parlamentar |       |
| 2019 | Listas do CHEGA      | Listas do CHEGA | Listas do CHEGA | Listas do CHEGA | Listas do CHEGA | 0 / 230   |     | Extra-parlamentar |       |

### Eleições europeias
| Data | Cabeça de Lista | Cl.    | Votos  | %            | +/-    | Deputados | +/- |
| ---- | --------------- | ------ | ------ | ------------ | ------ | --------- | --- |
| 2014 | Acácio Valente  | 14.º   | 12 017 | 0,37 / 100,0 |        | 0 / 21    |     |
| 2019 | Basta!          | Basta! | Basta! | Basta!       | Basta! | 0 / 21    |     |

### Eleições autárquicas
(Resultado que excluem os resultados de coligações envolvendo o partido)
| Data | CI.  | Votos | %            | +/-  | Presidentes CM | +/-     | Vereadores | +/-     | Assembleias Municipais | +/-           | Assembleias de Freguesias | +/-           |
| ---- | ---- | ----- | ------------ | ---- | -------------- | ------- | ---------- | ------- | ---------------------- | ------------- | ------------------------- | ------------- |
| 2013 | 19.º | 338   | 0,01 / 100,0 |      | 0 / 308        |         | 0 / 2 086  |         | Não concorreu          | Não concorreu | Não concorreu             | Não concorreu |
| 2017 | 26.º | 186   | 0,00 / 100,0 | 0,01 | 0 / 308        | Estável | 0 / 2 086  | Estável | Não concorreu          | Não concorreu | Não concorreu             | Não concorreu |